# Gaia (film)
|  | Denne artikel er oprettet af botten Steenthbot ud fra en ekstern database. Den kan derfor have sproglige fejl eller mangler. Denne skabelon kan fjernes efter kontrol af indholdet. |

 For alternative betydninger, se Gaia. (Se også artikler, som begynder med Gaia)
Gaia er en dansk kortfilm fra 2018 instrueret af Zinnini Elkington.

## Handling
Klimakrisen raser. Lilly, en ung videnskabsmand, lever i ensomhed, mens hun prøver at opretholde sine moralske standarder inden for det kyniske selskab, hun arbejder for. Idet hendes chef tvinger hende til at skynde sig udviklingen af ??den biologiske kunstige intelligens, GAIA, træffer Lilly et valg, der vil ændre hende for evigt.